# Machlolophus aplonotus
Machlolophus aplonotus là một loài chim trong họ Paridae.